# Artiesten voor het Ronald McDonaldhuis
Artiesten voor het Ronald McDonaldhuis of Artists for Ronald McDonald House was een muzikaal liefdadigheidsproject van producer Tommy Peters.
Het gelegenheidskoor had met Kerst 1988 een kleine hit met de single Happy Xmas (War is over) / Gelukkig kerstfeest. Het nummer was een cover van het gelijknamige nummer van John Lennon & Yoko Ono & The Plastic Ono Band dat in 1971 (in Nederland en de USA) en 1972 (in het Verenigd Koninkrijk) en vlak na de dood van Lennon in 1980 een grote hit was. De A-kant bevatte het lied met de originele Engelstalige tekst en de B-kant was een door Peter Koelewijn gemaakte Nederlandse vertaling.
De opbrengst van de single ging naar het Ronald McDonald Kinderfonds, dat zijn naam dankt aan de mascotte van hun hoofdsponsor McDonald's: Ronald McDonald. Dit fonds was verantwoordelijk voor het Ronald McDonald Huis dat in 1985 nabij het Emma Kinderziekenhuis in Amsterdam werd gebouwd. De doelstelling van het Ronald McDonaldhuis is om de gezinsleden van ernstig of langdurig zieke kinderen een thuis ver van huis te bieden. Ouders, broertjes en zusjes van jonge patiënten kunnen er logeren, opdat ze dichter bij hun zieke kind in de buurt zijn en het vaker en gemakkelijker kunnen bezoeken.
In 1988, het jaar van deze single, fuseerde het Emma Kinderziekenhuis met het AMC en verhuisde het Ronald McDonaldhuis mee. Anno 2006 telt Nederland zestien Ronald McDonaldhuizen.
De artiesten die op de single meezingen zijn: André van Duin, René Froger, George Baker, Arne Jansen, Bonnie St. Claire, Corry Konings, Anny Schilder, Peter Koelewijn, De Havenzangers, Go Go 9, The Sunstreams, Jack Jersey, Nico Haak, John Spencer en The Revelettes.
| Single met eventuele hitnotering(en) in de Nederlandse Top 40 | Datum van verschijnen | Datum van binnenkomst | Hoogste positie | Aantal weken | Opmerkingen |
| ------------------------------------------------------------- | --------------------- | --------------------- | --------------- | ------------ | ----------- |
| Happy Xmas (War is over) / Gelukkig kerstfeest                |                       | 24-12-1988            | 35              | 3            |             |